# Adiabatni eksponent
Adiabátni eksponènt (tudi eksponènt izentrópe, adiabátni koeficiènt ali adiabátni índeks; oznaka κ in redkeje γ ali k) je v fiziki brezrazsežna količina in je določen kot razmerje med specifično toploto pri stalnem tlaku in specifično toploto pri stalni prostornini:
{\displaystyle \kappa ={\frac {c_{p}}{c_{V}}}={\frac {c_{m,p}}{c_{m,V}}}\!\,,}
kjer sta {\displaystyle c_{m}} molski specifični toploti.
Adiabatni eksponent nastopa v enačbah stanja, ki povezujejo termodinamske spremenljivke pri adiabatnih spremembah. Število se imenuje tudi Poissonovo število ali Poissonova konstanta.

## Lastnosti
Ker je {\displaystyle c_{V}<c_{p}}, je {\displaystyle \kappa >1}.
Pri idealnem prlinu je specifična toplota konstantna pri različnih temperaturah. Zato je moč zapisati notranjo energijo U in entalpijo H kot:
{\displaystyle U=c_{V}T\!\,,}
{\displaystyle H=c_{p}T\!\,.}
Tako je adiabatni eksponent enak tudi razmerju med entalpijo in notranjo energijo:
{\displaystyle \kappa ={\frac {H}{U}}\!\,.}
Specifični toploti se lahko izrazita z adiabatnim eksponentom in (specifično) plinsko konstanto R:
{\displaystyle c_{V}={\frac {R}{\kappa -1}},\quad c_{p}={\frac {\kappa R}{\kappa -1}}\!\,.}
Poznati je treba vsaj {\displaystyle c_{p}}, ki se v razpredelnicah največkrat navaja. {\displaystyle c_{V}} se lahko izračuna prek R, ki je značilna za vsak plin:
{\displaystyle c_{V}=c_{p}-R\!\,.}
Enačba velja tudi za druge snovi, kadar sta specifični toploti odvisni od temperature, ne le za idealne pline.